# Leefbaar Capelle
Leefbaar Capelle (LC) is een lokale politieke partij in de Nederlandse gemeente Capelle aan den IJssel, opgericht in 2001.

## 2001 - 2010
Bij de verkiezingen in 2002 deed Leefbaar Capelle voor het eerst mee en werd meteen de grootste partij met acht zetels. In de periode 2002-2006 vormde Leefbaar Capelle samen met de PvdA en het CDA de coalitie. Wethouders waren toen Aart-Jan Moerkerke en Jan de Jong.
Als een van de weinige Leefbaarpartijen in Nederland bleef Leefbaar Capelle ook bij de verkiezingen van 2006 overeind. Met zes raadsleden werd LC de tweede partij van de gemeente. Ook in deze periode werd Leefbaar Capelle een collegepartij. In eerste instantie werd de coalitie gevormd door PvdA, Leefbaar Capelle en de VVD. Nadat de VVD uit de coalitie stapte, werd Capels Belang coalitiepartner. LC-wethouders in de periode 2006-2010 waren Moerkerke en Joost Eerdmans (deeltijdwethouder). Fractievoorzitter was Ans Hartnagel.
Bij de gemeenteraadsverkiezingen van 2010 werd Leefbaar Capelle met negen raadszetels (een winst van 3) opnieuw de grootste partij. Na de collegeonderhandelingen stapte de partij in het nieuwe college. Het college bestond uit een coalitie van Leefbaar Capelle, VVD, CDA, ChristenUnie en de SGP. Leefbaar Capelle leverde drie wethouders: Ans Hartnagel, Dick van Sluis, oud-partijvoorzitter van Leefbaar Rotterdam, en Jean Paul Meuldijk.

## 2011 - heden
Na de gemeenteraadsverkiezingen van 2014 was Leefbaar voor de derde keer de grootste partij in de gemeente Capelle aan den IJssel. De partij behaalde 12 zetels en werd hiermee ruimschoots de grootste partij, met 8 zetels meer dan de tweede partij (PvdA). Het nieuwe college bestond uit vijf wethouders, waarvan drie namens Leefbaar Capelle; opnieuw Ans Hartnagel, Dick van Sluis en Jean Paul Meuldijk.
In 2018 behaalde de partij haar beste resultaat tot nu toe: 13 zetels. De partij was hierna opnieuw vertegenwoordigd in het college dat ditmaal bestond uit Leefbaar Capelle en de VVD. Opnieuw leverde de partij drie wethouders, Hartnagel, Van Sluis en Wilson. Coalitiepartner VVD leverde twee wethouders, Harriët Westerdijk en Nico van Veen. Enkele weken voor de gemeenteraadsverkiezingen van 2022 verloor de coalitie haar meerderheid door het vertrek van 4 gemeenteraadsleden. Tot juli 2020 was Charlotte van Dorp fractievoorzitter, na haar vertrek nam Cor Schaatsbergen het fractievoorzitterschap over.
Voorafgaand aan de gemeenteraadsverkiezingen van 2022 lanceerde de partij een jongerenbeweging: Jong Leefbaar Capelle. Deze jongerenbeweging wil zich 'binnen de partij en de gemeenteraad hard maken voor de belangen van de Capelse jongeren'.